# Loco (Anitta)
Loco è un singolo della cantante brasiliana Anitta, pubblicato il 29 gennaio 2021.

## Video musicale
Il video musicale, girato a Aspen nel Colorado, è stato reso disponibile il 29 gennaio 2021 in concomitanza con l'uscita del brano.

## Tracce
Testi e musiche di Larissa de Macedo Machado, Carolina Isabel, DVLP e Ibere Fortes.
1. Loco – 2:37

## Formazione
- Anitta – voce
- DVLP – produzione
- Jean Rodriguez – registrazione

## Classifiche
| Classifica (2021) | Posizione massima |
| ----------------- | ----------------- |
| Portogallo        | 113               |